# 384
| [ Edytuj tabelę ] |                                                        |
| Władca Guptów     | - 375 Ćandragupta II 414                               |
| Władca Korei      | - 371 Sosurim 384 - 384 Kogugyang 391                  |
| Papież            | - 366 Damazy I 384 - 384 Syrycjusz 399                 |
| Król Persji       | - 383 Szapur III 388                                   |
| Cesarz Rzymu      | - 375 Walentynian II 392 - 379 Teodozjusz I Wielki 395 |
| Król Wandalów     | - 359 Godigisel 406                                    |

Rok 384 / CCCLXXXIV
stulecia: III wiek ~
IV wiek ~
V wiek

lata: 374 «
379 «
380 «
381 «
382 «
383 «
384
» 385
» 386
» 387
» 388
» 389
» 394

## Wydarzenia
Azja
- Chimnyu objął tron koreańskiego królestwa Baekje.
- Kogugyang objął tron koreańskiego królestwa Koguryŏ.

Europa
- 15/17 grudnia – Syrycjusz został papieżem.

## Urodzili się
- 9 września – Flawiusz Honoriusz, cesarz rzymski (zm. 423).
- Nestoriusz, biskup Konstantynopola, twórca nestorianizmu (zm. 451).

## Zmarli
- 13 maja – św. Serwacy, biskup.
- 11 grudnia – Damazy I, papież (ur. ~305).
- Illydiusz, biskup Clermont.
- Sosurim, król Koguryŏ.
- Tymoteusz I, patriarcha Aleksandrii.